# Заручники пустелі
«Зару́чники пусте́лі» (англ. Mojave, досл. «Мохаве», пустеля на південному заході США) — кінофільм 2004 року.

## Зміст
Герої неабияк погуляли на байкерському зібранні. Не в змозі доїхати додому вони заночували поруч у пустелі. Та вранці виявляється, що місце не таке вже й безлюдне, а велика банда вибрала його для того, щоб перевіряти зразки контрабандної зброї. І, природно, вони з радістю застосують її проти будь-яких чужинців, які можуть їх викрити.

## Ролі
| Актор               | Роль |
| ------------------- | ---- |
| Ерік Крістіан Олсен | -    |
| Деш Майхок          | -    |
| Райдер Стронг       | -    |
| Вінс В'єлуф         | -    |
| Бампер Робінсон     | -    |
| Женев'єв Падалекі   | -    |
| Вейн Янг            | -    |
| Брендан Флетчер     | -    |
| Аарон Реймс         | -    |
| Ченс Ромеро         | -    |

## Знімальна група
- Режисер — Девід Кебо, Руді Ліден
- Сценарист — Девід Кебо, Руді Ліден
- Продюсер — Девід Е. Аллен, Марк Борман, Сем Чайлдз
- Композитор — Нетан Барр